# Єва Гонсалес
Єва Гонсалес (фр. Eva Gonzalès; 19 квітня 1849, Париж — 5 травня 1883, там само) — французька художниця-імпресіоністка, натурниця, пастелістка. Працювала в жанрах портрету, пейзажу, натюрморту, побуту.

## Біографія
Єва Гонсалес виросла в музичній сім'ї. Її батько Еммануель Гонсалес, іспанець за походженням, був другорядним письменником, а мати, Marie Céline Ragut, родом з Бельгії, займалася музикою. У салоні сім'ї бували Теодор де Банвіль і директор газети «Siècle» Пилип Журде.
У 1865 році у віці 16 років Єва Гонсалес почала навчатись графічним технікам і живопису в майстерні художника Шарля Шаплена, у якого навчалися виключно жінки. У 1869 р. вона облаштувала власне ательє-майстерню. Завдяки Альфреду Стевенсу познайомилася в 1869 р. з Едуардом Мане і стала його ученицею. До того періоду належить портрет Єви Гонсалес кисті Мане, де вона сидить за мольбертом із натюрмортом. У 1870 р. Гонсалес брала участь в Паризькому салоні з картиною «Сурмач», яка вважається відповіддю на картину Мане «Курець» і наслідує його впливам. Робота отримала позитивну критику, і протягом подальших років Єва Гонсалес регулярно брала участь у виставках в Паризькому салоні.
Для раннього етапу творчості мисткині характерне переважання темних кольорів палітри і різка контрастність.
Під час франко-пруської війни і Паризької комуни Єва Гонсалес покинула Париж і мешкала у місті Дьєп, де звернулась до пейзажного живопису. До 1872 року вона створила власний стиль, і її полотна стали барвистішими.
Єва Гонсалес часто писала жіночі портрети, а також натюрморти і пейзажі. Сюжети її живопису камерні, розкривають специфічний світ і отрчення заможної паризької пані.
Хоча Єва Гонсалес не брала участь ні в одній з групових виставок імпресіоністів, її творчість до них зараховують. Доробок Гонсалес аналізували Захарій Астрюк і Еміль Золя.
У 1879 р. Гонсалес взяла шлюб із другом Мане графіком Анрі Жераром. Після народження сина Єва Гонсалес померла 5 травня 1883 р. від емболії внаслідок пологових ускладнень у віці 34 років.

## Галерея

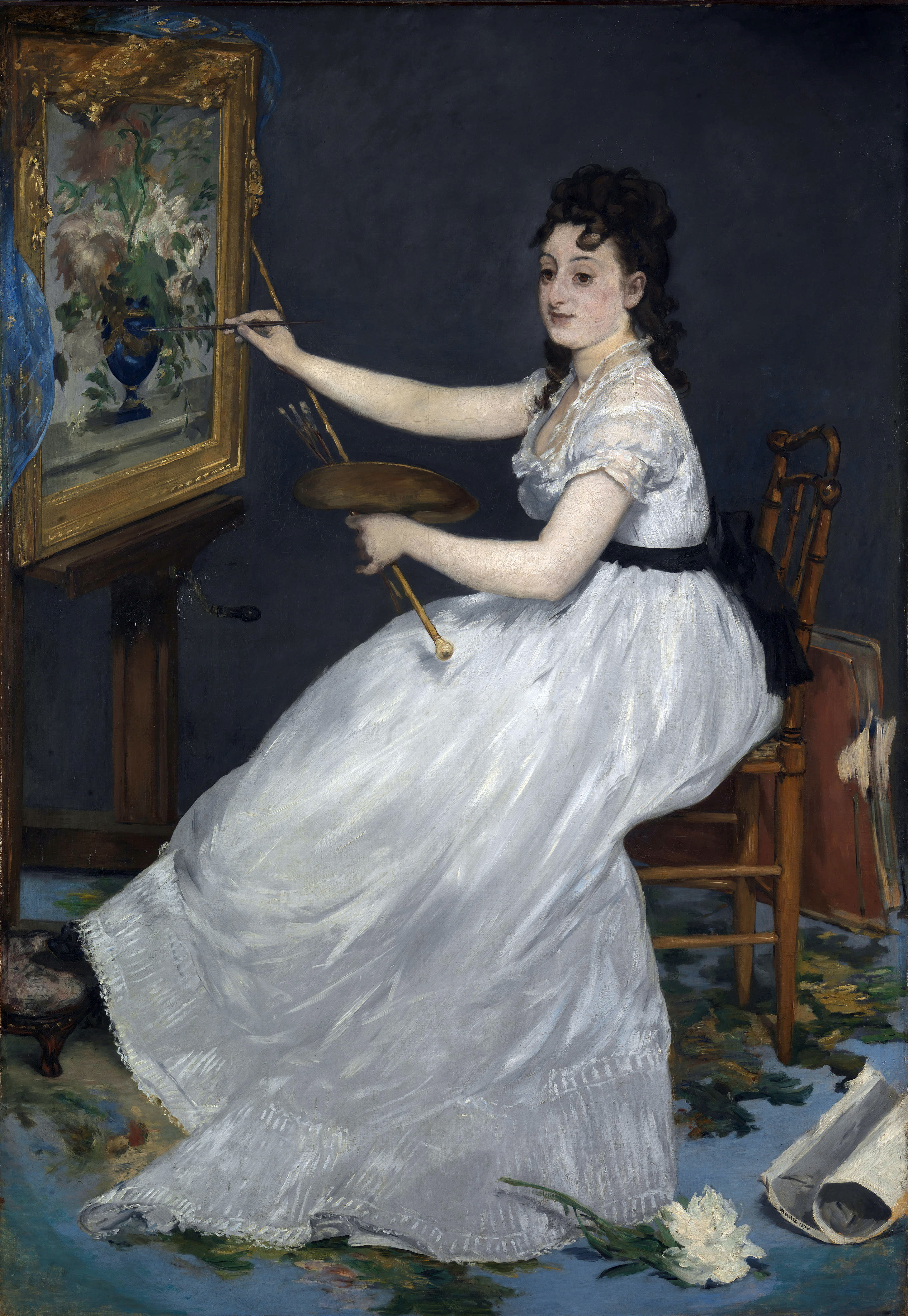
Едуар Мане. «Портрет Єви Гонсалес біля мольберта», 1870, Національна галерея, Лондон

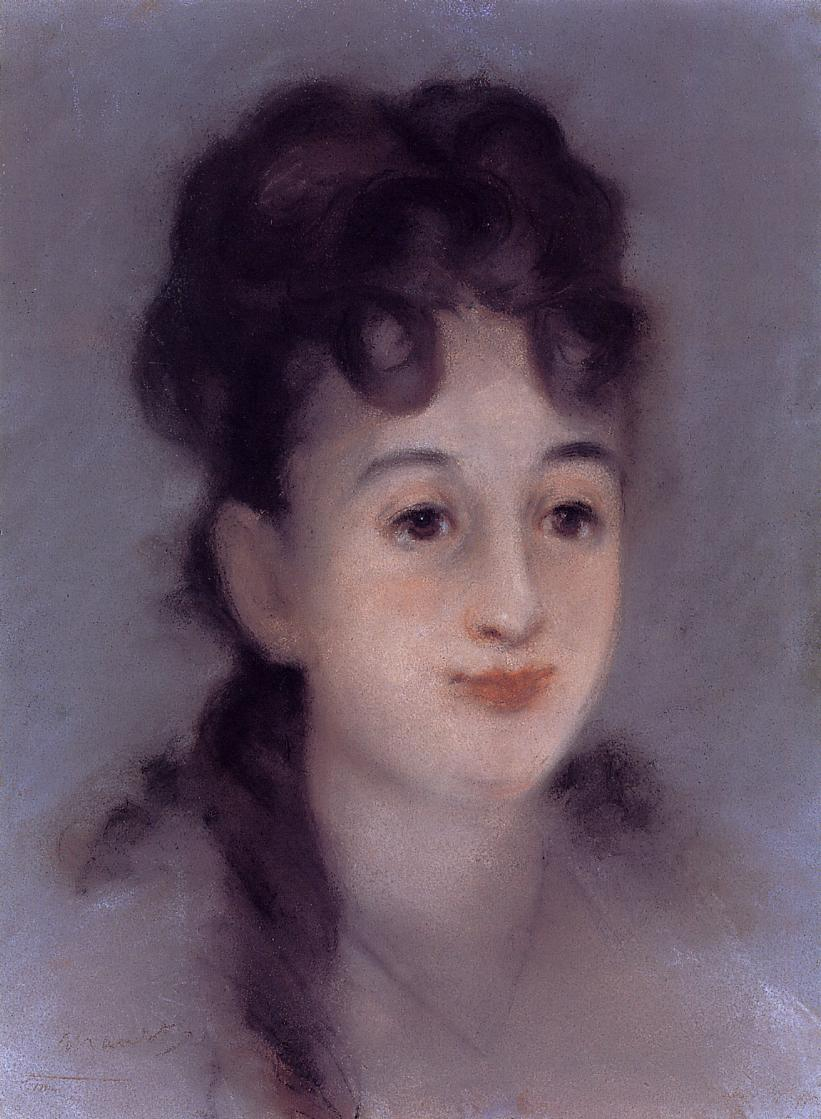
Едуар Мане. «Голівка Єви Гонсалес», пастель
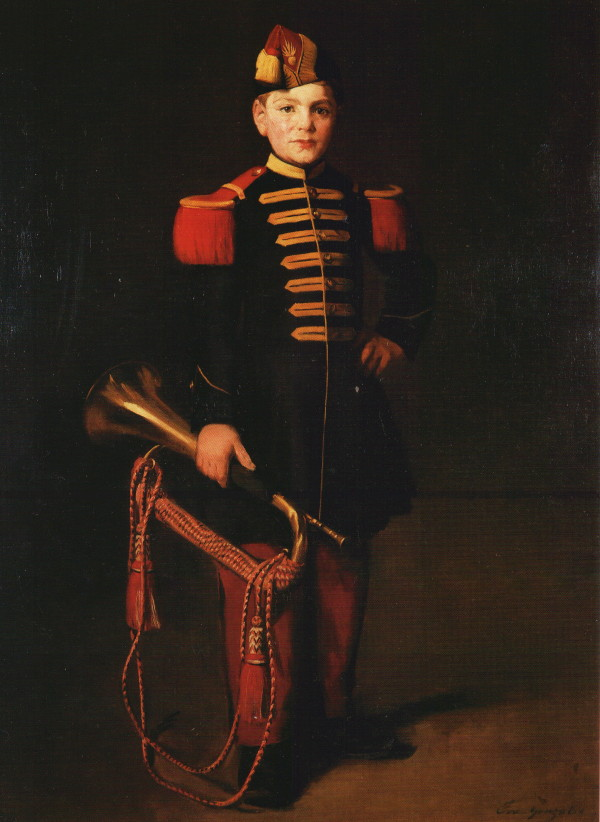
Сурмач. 1870. Вильнев-сюр-Ло
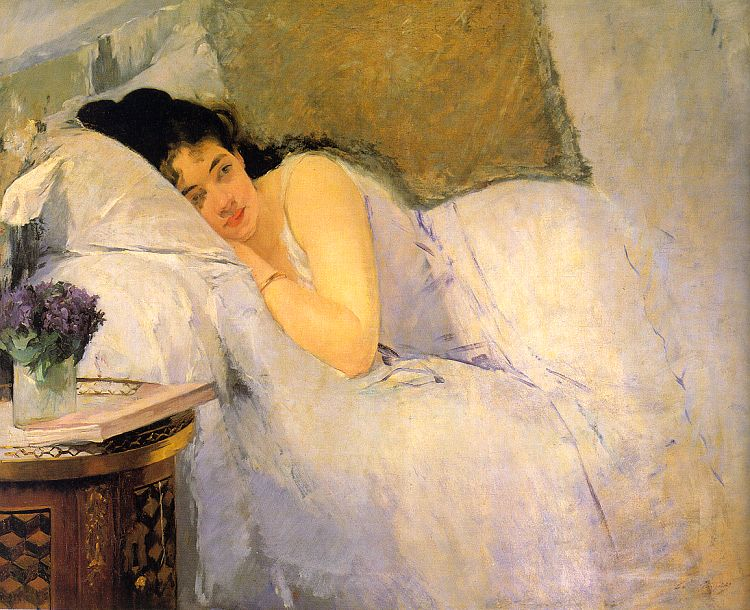
Вранішнє пробудження. 1876. Кунстгалле. Бремен
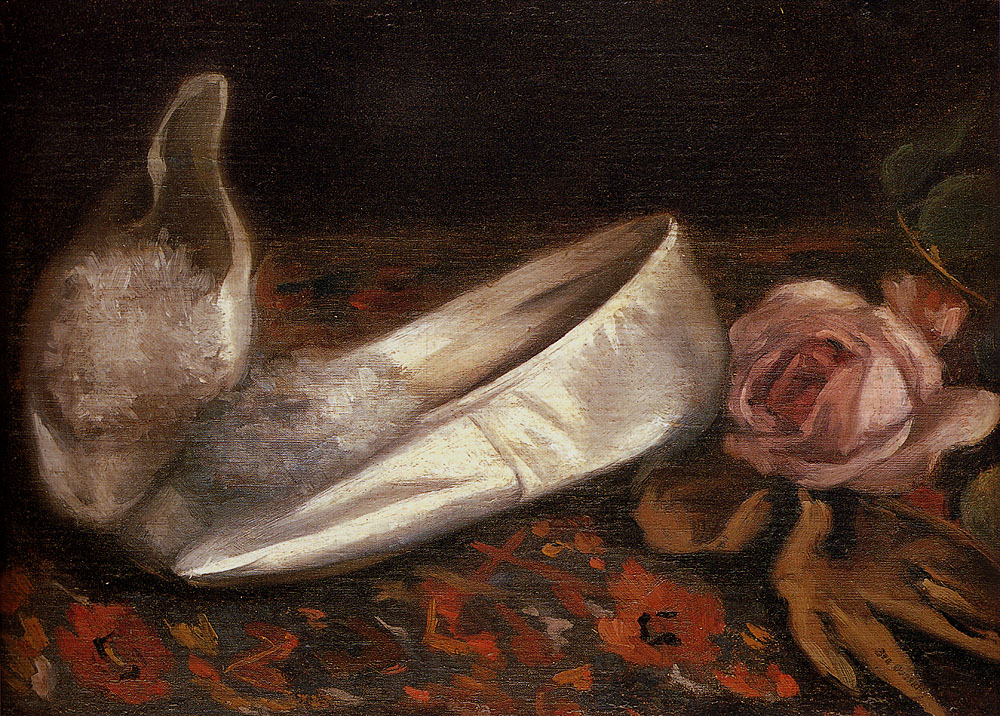
Білі пантофлі. 1879-1880. Приватна колекція